# Membranobalanus costatus
Membranobalanus costatus är en kräftdjursart som beskrevs av Zullo och Standing 1983. Membranobalanus costatus ingår i släktet Membranobalanus och familjen Archaeobalanidae. Inga underarter finns listade i Catalogue of Life.